# 福岡県道76号筑紫野太宰府線
福岡県道76号筑紫野太宰府線（ふくおかけんどう76ごう ちくしのだざいふせん）は、福岡県筑紫野市から太宰府市に至る県道（主要地方道）である。

## 概要
筑紫野市大字山家（やまえ）から太宰府市観世音寺3丁目に至る。
筑紫野市大字山家の国道200号との交点を起点として北西に進み、筑紫野市大字原で西に向きを変えて太宰府市に入り、太宰府市の中心市街地を西進し、福岡県道・大分県道112号福岡日田線との交点に至る。
筑紫野市大字山家から山間部を北西に進む。筑豊本線（原田線）をアンダークロスし、宮地岳に掘られた鳥越トンネルをくぐる。鳥越トンネルを抜けて福岡県農業総合試験場・福岡県農業大学校のそばを通り、筑紫野市北部の住宅地である原地区で一度南西に向きを変え、太宰府市に入る。
太宰府市に入るとすぐに筑紫女学園大学の前でヘアピンカーブを抜ける。その先の石坂では太宰府天満宮の神苑の南側を通り、九州国立博物館に通じる太宰府市道が接続している。住宅地の中を通り、西鉄太宰府線を踏切で越え、太宰府駅の南約200 mの位置にある梅大路交差点で左折し、福岡県道35号筑紫野古賀線との重複区間に入る。五条交差点で福岡県道35号筑紫野古賀線と分かれ、太宰府市役所や観世音寺・大宰府政庁跡などの前を通りながら真西に進み、太宰府市立学業院中学校そばにある関屋交差点で福岡県道・大分県道112号福岡日田線と接続して終点となる。
なお当路線の関屋交差点と九州国立博物館の間は福岡市中心部から九州国立博物館への最短ルートに含まれるが、梅大路交差点周辺の渋滞が激しいため、九州国立博物館側では迂回して福岡県道35号筑紫野古賀線・福岡県道53号久留米筑紫野線の利用を推奨している。

### 路線データ
- 起点：福岡県筑紫野市大字山家（山家ニュータウン前交差点、国道200号・福岡県道77号筑紫野三輪線交点）
- 終点：福岡県太宰府市観世音寺3丁目（関屋交差点、福岡県道・大分県道112号福岡日田線交点）

## 歴史
- 1993年（平成5年）5月11日 - 建設省から、県道筑紫野太宰府線が筑紫野太宰府線として主要地方道に指定される[2]。

## 路線状況

### 重複区間
- 福岡県道35号筑紫野古賀線（太宰府市宰府1丁目・梅大路交差点 - 太宰府市五条2丁目・五条交差点）

### 道路施設

#### 橋梁
- 小古野橋（小古野川、筑紫野市）
- 吉木橋（宝満川、筑紫野市）
- 原橋（原川、筑紫野市）
- 五条橋（御笠川、太宰府市）

#### トンネル
- 鳥越トンネル：延長234 m、2008年（平成20年）竣工、筑紫野市

## 地理

### 通過する自治体
- 筑紫野市
- 太宰府市

### 交差する道路
| 交差する道路                          | 市町村名 | 交差する場所       | 交差する場所                    |
| ------------------------------------- | -------- | ------------------ | ------------------------------- |
| 国道200号 福岡県道77号筑紫野三輪線    | 筑紫野市 | 大字山家（やまえ） | 山家ニュータウン前交差点 / 起点 |
| 福岡県道65号筑紫野筑穂線              | 筑紫野市 | 大字吉木           | 吉木公民館前交差点              |
| 福岡県道35号筑紫野古賀線 / バイパス   | 筑紫野市 | 大字原             | 原交差点                        |
| 福岡県道35号筑紫野古賀線 重複区間起点 | 太宰府市 | 宰府1丁目          | 梅大路交差点                    |
| 福岡県道35号筑紫野古賀線 重複区間終点 | 太宰府市 | 五条2丁目          | 五条交差点                      |
| 福岡県道581号観世音寺二日市線         | 太宰府市 | 観世音寺1丁目      |                                 |
| 福岡県道・大分県道112号福岡日田線     | 太宰府市 | 観世音寺3丁目      | 関屋交差点 / 終点               |

### 交差する鉄道
- 筑豊本線
- 西鉄太宰府線

### 沿線
太宰府市内では沿線に九州国立博物館・太宰府市役所・観世音寺・大宰府政庁跡などがあり、太宰府天満宮にも近い。幅員が若干狭隘な箇所がある。
- 筑紫野カントリークラブ
- 陸上自衛隊桜谷射撃場
- 福岡県農業総合試験場・福岡県農業大学校
- 筑紫野市役所御笠コミュニティセンター（御笠出張所）
- 太宰府ゴルフ倶楽部
- 太宰府中継局
- 筑紫女学園大学・筑紫女学園大学短期大学部
- 九州国立博物館
- 太宰府市立五条保育所
- 太宰府郵便局
- 太宰府市役所
- 観世音寺・戒壇院・大宰府学校院跡
- 大宰府政庁跡・太宰府展示館
- 太宰府消防署
- 坂本八幡宮（新元号令和に所縁)
- 太宰府市立学業院中学校
- 太宰府市立水城小学校